# Emanuel Medeiros Vieira
Emanuel Tadeu Medeiros Vieira (Florianópolis, 31 de março de 1945 - Brasília, 29 de julho de 2019) foi um escritor brasilleiro. Era irmão do também escritor João Alfredo Medeiros Vieira.

## Biografia
Nascido em Florianópolis, transferiu-se em 1961 para a cidade de Porto Alegre, onde cursou Direito. Após concluir o curso, residiu em São Paulo, onde trabalhou como articulista em diversos jornais, e em Porto Alegre e Florianópolis, cidades onde lecionou. Em 1979 transferiu-se para Brasília, efetivando-se como assessor parlamentar na Câmara dos Deputados. Aposentou-se em 2011, indo residir em Salvador. Era membro da Associação Nacional de Escritores
Nos últimos meses, voltou à Brasília por causa da saúde. Faleceu na capital federal em 29 de julho de 2019, em decorrência de um câncer.

## Prêmios e indicações
Foi agraciado com inúmeros prêmios, dentre os quais, destacam-se:
- 1986, “Troféu Candango de Literatura”, outorgado pelo Sindicato dos Escritores do Distrito Federal pela novela A Revolução dos Ricos;
- 1990, II Concurso Nacional de Contos;
- 1998, 1° Concurso do Condado de Broward,  por “conjunto de obra”, nos gêneros conto, poesia e crônica;
- 2002, o "Prêmio Othon Gama D’Eça", outorgado pela Academia Catarinense de Letras, sendo escolhido O Escritor do Ano, pela publicação do livro de contos “Os hippies envelhecidos”;
- 2009 foi agraciado com o Prêmio de Melhor Romance (Olhos azuis: ao sul do efêmero), concedido pela União Brasileira de Escritores.
-2010, Prêmio Lúcio Cardoso.
Em 2018 foi indicado, pela International Writers and Artists Association, para o Prêmio Nobel de Literatura, este cancelado pelos problemas internos da Academia Sueca.

## Obras
- A expiação de Jeruza, (1972)
- Sexo, Tristeza e Flores, (1976)
- Num cinema de subúrbio, num domingo à noite, (1978)
- Teu Coração Despedaçado em Folhetins, (1978)
- Love Story Paulistana, (1979)
- Uma tragédia catarinense, (1982)
- Um dia estarás comigo no paraíso, (1985)
- Sete planos de asas, (1985)
- A revolução dos ricos, (1986)
- O homem que não amava simpósios, (1989)
- Metônia, (1992)
- Tremores, (1993)
- Meus mortos caminham comigo nos domingos de verão, (1995)
- No Altiplano: contemplando o comandante Ernesto, (2000)
- Inventário da travessia, (2001)
- Os hippies envelhecidos, (2002)
- Vinte e dois contos escolhidos, (2007)
- Cerrado desterro, (2008)
- Olhos azuis – ao sul do efêmero, (2009)
- Nunca mais voltaremos para casa, (2012)
- Penúltimo Dia, (2012)
- Cerrado desterro II, (2013)